# Matthias De Zordo
Matthias de Zordo, född 21 februari 1988, är en tysk spjutkastare.
Hans personliga rekord är 88.36 och är satt 2011.

## Resultat 2005-2012
- 2005	74.82	(700g)
- 2006	71.67
- 2007	78.67
- 2008	82.51
- 2009	80.15
- 2010	87.81
- 2011	88.36
- 2012	81.62